# Додекакарбонилтрижелезо
Додекакарбонилтрижелезо — неорганическое соединение, карбонильный комплекс железа с формулой Fe3(CO)12,
тёмно-зелёные кристаллы,
не растворяется в воде,
окисляется на воздухе.

## Получение
- Разложение растворённого в толуоле нонакарбонилдижелеза:

{\displaystyle {\mathsf {3Fe_{2}(CO)_{9}\ {\xrightarrow {70^{o}C}}\ Fe_{3}(CO)_{12}+3Fe(CO)_{5}}}}
- Окисление перекисью водорода тетракарбонилдигидриджелеза:

{\displaystyle {\mathsf {3H_{2}Fe(CO)_{4}+3H_{2}O_{2}\ {\xrightarrow {}}\ Fe_{3}(CO)_{12}+6H_{2}O}}}

## Физические свойства
Додекакарбонилтрижелезо образует диамагнитные моноклинные тёмно-зелёные кристаллы.
Растворяется в этаноле, эфире, ацетоне, толуоле, пиридине.
Возгоняется при 70°С (0,1 мм Hg).

## Химические свойства
- Разлагается при нагревании:

{\displaystyle {\mathsf {Fe_{3}(CO)_{12}\ {\xrightarrow {140-150^{o}C}}\ 3Fe+12CO}}}
- В додекакарбонилтрижелезо легко тримеризуется тетракарбонилжелезо:

{\displaystyle {\mathsf {3Fe(CO)_{4}{\xrightarrow {}}\ Fe_{3}(CO)_{12}}}}